# Рідне (селище)
Рі́дне (до 2024 року — Першотравневе) — селище в Україні, у Золочівській селищній громаді Богодухівського району Харківської області. Населення становить 150 осіб.

## Географія
Селище Рідне знаходиться на лівому березі річки Уди, вище за течією на відстані 3 км розташоване село Литвинове, нижче за течією примикає село Довжик. Поряд з селищем розташована залізнична станція Чорноглазівка.

## Історія
12 червня 2020 року, розпорядженням Кабінету Міністрів України № 725-р «Про визначення адміністративних центрів та затвердження територій територіальних громад Харківської області», увійшло до складу Золочівської селищної громади.
19 липня 2020 року, в результаті адміністративно-територіальної реформи та ліквідації Золочівського району, село увійшло до складу Богодухівського району.
19 вересня 2024 року Верховна Рада підтримала перейменування села Першотравневе на Рідне. 26 вересня 2024 року перейменування набуло чинності.

## Урбаноніми
| Назва урбаноніма       | Короткі відомості про урбанонім | Координати (початок-кінець) | Зображення |
| ---------------------- | ------------------------------- | --------------------------- | ---------- |
| вулиця Нова            |                                 |                             |            |
| вулиця Окружна         |                                 |                             |            |
| вулиця Сафронова       |                                 |                             |            |
| вулиця Чорноглазівська |                                 |                             |            |